# کولونو
کولونو (به ایتالیایی: Colonno) یک کومونه در ایتالیا است که در استان کومو واقع شده‌است.

## خصوصیات
کولونو ۵٫۷ کیلومترمربع مساحت و ۵۵۷ نفر جمعیت دارد.